# Provincia de Vestrobotnia
La provincia de Vestrobotnia (en sueco: Västerbottens län}) (Botnia Oeste) es una de las 21 provincias administrativas que conforman Suecia. Cuenta con un gobierno civil o länsstyrelse, el cual es dirigido por un gobernador nombrado por el gobierno. También posee una diputación provincial o landsting, la cual es la representación municipal nombrada por el electorado de la provincia.
La provincia tiene un territorio que corresponde a las provincias históricas de Vestrobotnia, Laponia y Ångermanland y limita al norte con la provincia de Norbotnia; al este, con el golfo de Botnia; al sur, con la provincia de Västernorrland; al suroeste, con la provincia de Jämtland; y al oeste, con Noruega, con la provincia de Nordland.

## Historia
La provincia de Västerbotten se formó en enero de 1638 en la parte norte de la provincia de Västernorrland porque se consideraba que la minería en la mina de plata de Nasa requería un gobernador más cercano a Härnösand. Desde entonces, casi siempre ha habido una provincia con este nombre. Sin embargo, durante el período 1654–60 y 1664–74, el área se incluyó en Vestrobotnia y Ostrobotnia, y 1660–64 en la provincia de Västernorrland.

## Política
La región de Vestrobotnia es un organismo cooperativo responsable del desarrollo regional en la provincia de Västerbotten. El Consejo provincial y los 15 municipios de la provincia establecieron la Región Vestrobotnia el 1 de enero de 2008. Su misión principal es centrarse en el crecimiento y desarrollo de la provincia. Tiene como objetivo mejorar las condiciones de vida para los ciudadanos de la provincia.

## Geografía
La provincia de Vestrobotnia tiene una naturaleza variada, desde el accidentado paisaje costero del golfo de Botnia hasta la imponente naturaleza montañosa del oeste en la frontera con Noruega. En el medio está el interior con kilómetros de bosques y pantanos. La reserva natural de la provincia refleja esta diversidad. El punto más alto de la provincia es Norra Sytertoppen (1.767 m sobre el nivel del mar).
En la provincia de Vestrobotnia hay un parque nacional, llamado Björnlandets en el municipio de Åsele y 180 reservas naturales. Las reservas naturales tienen un área total de aproximadamente 800.000 hectáreas y, por lo tanto, cubren el 13 por ciento del área del condado. Con sus 560.000 hectáreas, la reserva natural de Vindelfjällen en los municipios de Sorsele y Storuman es el área protegida más grande del norte de Europa.

## Municipios
|  | - Bjurholm - Dorotea - Lycksele - Malå - Nordmaling - Norsjö - Robertsfors - Skellefteå - Sorsele - Storuman - Umeå - Vilhelmina - Vindeln - Vännäs - Åsele |